# Young Cargo
Young Cargo (ab 1977 offiziell Young Cargo Belgian Airways) war eine belgische Frachtfluggesellschaft, die ihren Betrieb im Jahr 1979 eingestellt hat.

## Geschichte
Die Fluggesellschaft Young Cargo wurde im September 1974 in Ostende von Edouard Le Jeune, dem früheren Chefpiloten der Trans European Airways (TEA), gegründet. Die Firmenbezeichnung leitete sich von Le Jeune’s Nachnamen ab (jeune auf Englisch: young). Das erste Flugzeug der Gesellschaft war eine Canadair CL-44, die von der Cargolux stammte. Am 5. März 1975 erfolgte die Betriebsaufnahme mit einem Flug von Mailand nach Stavanger. Zwischen Oktober 1975 und September 1976 erwarb Young Cargo insgesamt acht Transportflugzeuge des Typs Bristol Britannia von der britischen Royal Air Force. Drei dieser Maschinen kamen nie zum Einsatz und dienten lediglich als Ersatzteilspender. Eine vierte Britannia wurde im August 1976 nach kurzer Verwendung eingelagert.
Die Gesellschaft setzte ihre Flugzeuge im internationalen Frachtcharterverkehr ein, unter anderem auch für Waffentransporte nach Liberia und Angola sowie auf Hilfsflügen im Auftrag des Roten Halbmondes. Zudem führte das Unternehmen Frachtflüge im Sub-Charter für Royal Air Maroc und andere Gesellschaften durch. Im Jahr 1977 leaste Young Cargo zwei Boeing 707 von Qantas und trat ihre letzten zwei flugfähigen Britannias an Liberia World Airlines (LWA) ab. Im Juli 1979 wurde der Gesellschaft vorgeworfen, an der Organisation von Waffentransporten nach Costa Rica beteiligt zu sein. Die Einstellung des Flugbetriebs erfolgte am 16. Juli 1979. Young Cargo meldete am 25. Juli 1979 Insolvenz an.

## Flotte
- Boeing 707-300C
- Bristol Britannia 253F
- Canadair CL-44D[7]